# MiNoの幸せ時間
『MiNoの幸せ時間』（みののしあわせじかん）は、CBCラジオの制作で全国ネットされていた、枠買い取りの箱番組。2009年2月1日放送開始、2014年9月28日放送終了。

## 概説
活性水素水製造販売業者VanaH社長石山久男の娘、MiNo（本名：石山実乃、女子大生）の冠番組。VanaHのCMは開始初期は特に入れられていなかったが、後に入れるようになった。
2014年4月に内容がリニューアルされ、パートナーとして永岡歩（CBCの男性アナウンサー）が加わった。

## 放送時間
- CBC CBCラジオ：毎週日曜日 11:30 - 11:40 制作局『小堀勝啓の新栄トークジャンボリー』の内包。（2009年2月1日 - 2009年4月5日までは、8:45 - 8:55の放送）
- RAB 青森放送：毎週土曜日 12:20 - 12:30（2009年4月-2010年3月までは日曜日8:20 - 8:30、2010年4月-2012年9月までは土曜日13:15 - 13:25(『サタデー夢ラジオ』に内包、13時台に特別番組が組まれた場合は17:10 - 17:20で放送した)の放送。日曜最後の週には新聞の番組欄に「（終）マーク」がついていた）
- YBC 山形放送：毎週土曜日 10:50 - 11:00(2009年9月までは日曜日8:50 - 9:00の放送)
- RFC ラジオ福島：毎週日曜日 9:30 - 9:40
- RF RFラジオ日本：毎週土曜日 17:40 - 17:50(2010年3月までは日曜日7:20〜7:30の放送。)
- YBS 山梨放送：毎週土曜日 10:35 - 10:45
- SBS 静岡放送：毎週日曜日 12:20 - 12:30（2012年12月2日から放送開始）
- BSN 新潟放送：毎週日曜日 8:40 - 8:50
- ABC 朝日放送：毎週日曜日 11:30 - 11:40『磯部・柴田の日曜のびのび大放送』の内包。（2009年10月11日から放送開始。2010年9月までは日曜日11:40 - 11:50の放送。）
- KBC 九州朝日放送：毎週日曜日 10:45 - 10:55（2009年6月7日から放送開始。2009年9月までは日曜日7:05 - 7:15の放送）

※CBC・RAB・YBC・RFC・RF・YBS・BSNの各局は、番組開始当初からのネット。
※土曜日放送の場合は、ネット6日遅れで放送。
※CBCはJRN単独局、RFは独立局、KBCはNRN単独局、これ以外はJRNとNRNとのクロスネット局である。

## オンエア曲
- Forever Love（2009年5月31日 - 2010年5月9日、2010年5月16日放送分から、エンディングテーマにインストゥメンタルのヴァージョンをオンエア）
- 愛・夢の彼方に（2010年5月16日放送分から）
- again(2012年11月4日から）